# Luk'a Imnadze
Luk'a Imnadze (in georgiano ლუკა იმნაძე?; 26 agosto 1997) è un calciatore georgiano, attaccante dell'Ordabasy.

## Carriera

### Club
Ha giocato nella prima divisione dei campionati georgiano, azero e kazako.

### Nazionale
Ha giocato nella nazionale georgiana Under-21.

## Statistiche

### Presenze e reti nei club
Statistiche aggiornate al 22 gennaio 2021.
| Stagione        | Squadra             | Campionato      | Campionato | Campionato | Coppe nazionali | Coppe nazionali | Coppe nazionali | Coppe continentali | Coppe continentali | Coppe continentali | Altre coppe | Altre coppe | Altre coppe | Totale | Totale |
| Stagione        | Squadra             | Comp            | Pres       | Reti       | Comp            | Pres            | Reti            | Comp               | Pres               | Reti               | Comp        | Pres        | Reti        | Pres   | Reti   |
| --------------- | ------------------- | --------------- | ---------- | ---------- | --------------- | --------------- | --------------- | ------------------ | ------------------ | ------------------ | ----------- | ----------- | ----------- | ------ | ------ |
| 2014-2015       | WIT Georgia         | UL              | 0          | 0          | CG              | 1               | 0               | -                  | -                  | -                  | -           | -           | -           | 1      | 0      |
| 2015-2016       | Mark Stars          | ML              | 23         | 8          | -               | -               | -               | -                  | -                  | -                  | -           | -           | -           | 23     | 8      |
| 2016            | Guria Lanchkhuti    | UL              | 9          | 0          | CG              | 2               | 0               | -                  | -                  | -                  | -           | -           | -           | 11     | 0      |
| 2017            | Saburtalo Tbilisi   | EL              | 14         | 0          | CG              | 1               | 0               | -                  | -                  | -                  | -           | -           | -           | 15     | 0      |
| 2018            | K'olkheti-1913 Poti | EL              | 27         | 5          | CG              | 0               | 0               | -                  | -                  | -                  | -           | -           | -           | 27     | 5      |
| 2019            | Rustavi             | EL              | 33         | 2          | CG              | 3               | 0               | -                  | -                  | -                  | -           | -           | -           | 36     | 2      |
| 2020            | Samt'redia          | EL              | 17         | 0          | CG              | 2               | 0               | -                  | -                  | -                  | -           | -           | -           | 19     | 0      |
| gen.-mag. 2021  | Səbail              | PL              | 1          | 0          | CA              | 0               | 0               | -                  | -                  | -                  | -           | -           | -           | 1      | 0      |
| Totale carriera | Totale carriera     | Totale carriera | 124        | 15         |                 | 11              | 0               |                    | -                  | -                  |             | -           | -           | 135    | 11     |